# Carlo Franci
Carlo Franci (Buenos Aires, 18 luglio 1927 – Città della Pieve, 22 marzo 2019) è stato un direttore d'orchestra e compositore italiano.

## Biografia
Figlio del baritono Benvenuto, inizia gli studi musicali presso l'Accademia di Santa Cecilia a Roma  sotto la guida di Goffredo Petrassi e Franco Ferrara: con il primo studia composizione e con il secondo direzione d'orchestra. Contemporaneamente si dedica allo studio del pianoforte con il maestro Libero Barni.
Finiti gli studi viene chiamato a dirigere famose orchestre internazionali, tra le quali la London Symphony Orchestra e i Wiener Philharmoniker, oltre a quelle nazionali della RAI e alla direzione di opere in importanti teatri come La Scala, il Metropolitan, la Fenice di Venezia.
Si dedica anche alla composizione: nel 1958 compone, su libretto di Luigi Silori, L'Imperatore, un'opera scenica che viene rappresentata per la prima volta al Teatro Donizetti di Bergamo nello stesso anno. La critica la definisce come "un lavoro di prevalente e buon sinfonismo, e di sottile efficacia coloristica, con un certo sacrificio della parte vocale". Compone inoltre diverse colonne sonore per il cinema.
Incide per le etichette Decca, Philips, Sony, Musicaimmagine, Giadamaster.

## Colonne sonore (parziale)
- Guai ai vinti, regia di Raffaello Matarazzo (1954)
- Il sole tornerà, regia di Ferdinando Merighi (1957)
- Anno 79 - La distruzione di Ercolano, regia di Gianfranco Parolini (1962)
- L'eroe di Babilonia, regia di Siro Marcellini (1963)
- Goliath e la schiava ribelle, regia di Mario Caiano (1963)
- Gli invincibili sette, regia di Alberto De Martino (1963)
- La rivolta dei pretoriani, regia di Alfonso Brescia (1964)